# World Basketball Association 2013
La stagione WBA 2013 fu la decima della World Basketball Association. Parteciparono 5 squadre in un unico girone. Rispetto alla stagione precedente I Gastonia Gamers si spostarono ad Atlanta, diventando gli Atlanta Gamers, mentre i Gwinnett Majic si trasferirono a Marietta, rinominandosi Georgia Magic. Gli Atlanta Blaze scomparvero.
A stagione iniziata, Tree Rollins venne nominato commissioner della lega.

## Squadre partecipanti
- Atlanta Gamers
- Conyers C. Kings
- Georgia Magic
- Rome Gladiators
- Upstate Heat

## Classifica
| Squadra             | V | P | % |
| ------------------- | - | - | - |
| Upstate Heat        |   |   |   |
| Conyers Court Kings |   |   |   |
| Rome Gladiators     |   |   |   |
| Atlanta Gamers      |   |   |   |
| Georgia Magic       |   |   |   |

## Play-off

### Semifinali
| 2 agosto 2013 | Upstate Heat | – | Atlanta Gamers |  |

| 2 agosto 2013 | Rome Gladiators | – | Conyers Court Kings |  |

### Finale
| 3 agosto 2013, ore 19:00               | Upstate Heat | 107 – 92 | Rome Gladiators |  |
| \| \| \| \| \| Price 30 \| Punti \| \| |              |          |                 |  |
|                                        |              |          |                 |  |
| Price 30                               | Punti        |          |                 |  |

### Tabellone
|  | Semifinali | Semifinali | Semifinali |      |         | Finale  | Finale | Finale |  |
|  |            |            |            |      |         |         |        |        |  |
|  | 1          | Upstate    | 1          |      |         |         |        |        |  |
|  | 1          | Upstate    | 1          |      |         |         |        |        |  |
|  | 4          | Atlanta    | 0          |      |         |         |        |        |  |
|  | 4          | Atlanta    | 0          |      | Upstate | Upstate | 107    |        |  |
|  |            |            |            |      | Upstate | Upstate | 107    |        |  |
|  |            |            | Rome       | Rome | 92      |         |        |        |  |
|  | 3          | Rome       | Rome       | Rome | 92      | 1       |        |        |  |
|  | 3          | Rome       |            |      |         |         |        |        |  |
|  | 2          | Conyers    | 0          |      |         |         |        |        |  |

## Vincitore
| Campione WBA 2013        |
| ------------------------ |
| Upstate Heat (2º titolo) |

## Premi WBA
- WBA Player of the Year: Jeremy Price, Upstate Heat
- WBA Defensive Player of the Year: Brian Moultrie, Upstate Heat
- WBA Rookie of the Year: Roy Brown, Upstate Heat
- WBA Championship MVP: Jeremy Price, Upstate Heat